# Bressal II Brecc
Bressal II Brecc („Piegowaty”) – legendarny król Ulaidu z dynastii Milezjan (linia Ira, syna Mileda) w latach 176-192, syn Briana, syna Rochraide’a, bratanek Mala mac Rochraide, króla Ulaidu i zwierzchniego króla Irlandii.
Informacje o jego rządach z Emain Macha w Ulaidzie czerpiemy ze źródeł średniowiecznych. W „Laud 610”, manuskrypcie z XV w., zanotowano na jego temat: Bresail m[ac] B[ri]uī[n] m[eic] Roc[h]ridi .xui. blī[adn]a (fol. 107 b 9), zaś w „Rawlinson B 502” (XII w.) Bressal Brecc m[ac] Briuī[n] m. Roc[h]ada .xvi. b[liadna] (faksym. 157). Zapisano tam małymi literami rzymską cyfrę XVI, oznaczającą szesnaście lat panowania. Błędnie umieszczono go po Tibraide Tirechu, zamiast przed nim. Bowiem Roczniki Czterech Mistrzów podały, że Tibraide Tirech zabił Conna Stu Bitew, arcykróla Irlandii, w Tuath Amrois. A działo się to, według nowej chronologii, w 212 r.